# 쫄병 길들이기
쫄병 길들이기(Major Payne)는 미국에서 제작된 닉 캐슬 감독의 1995년 코미디 영화이다. 데이먼 웨이언스 등이 주연으로 출연하였고 에릭 L. 골드 등이 제작에 참여하였다.

## 출연

### 주연
- 데이먼 웨이언스
- 카린 파슨스
- 마이클 아이언사이드
- 로드니 P. 반즈

### 조연
- 로스 버켈
- 스콧 밤 밤 비겔로
- 조다 블레어-허쉬먼
- 올랜도 브라운
- 페이튼 체슨-폴

## 제작진
- 미술: 피터 S. 라킨
- 의상: 제니퍼 L. 브라이언